# 코스모스 서울
〈코스모스 서울〉는 이용이 1988년 발표한 가요이다.